# Книга Большому чертежу
«Кни́га Большо́му чертежу́» (общепринятое сокращение КБЧ) — подробное описание карты всей территории Московского царства и соседних государств XVI—XVII веков, так называемого «Большого чертежа всему Московскому государству», составленного по указанию царя всея Руси Иоанна Васильевича после 1552 года и перерисованного вследствие полного износа около 1600 года. Первый известный полный свод географических и этнографических сведений Московском царства и сопредельных государствах. Достоверно известная (возможно, третья) редакция составлена в 1627 году в Разрядном Приказе.
Книга Большому чертежу в редакции 1627 года содержит данные двух официальных источников: так называемого «старого чертежа», составленного при «прежних государевах», и «нового чертежа», известного также как «по́лю». По своему замыслу книга служила в XVII веке практическим руководством для «государевой службы посылок». Поэтому описание велось в основном по дорогам и рекам (то есть зимним дорогам) того времени.

## История
Первоначально «Большой чертёж» был выполнен в 1550-х годах (возможно, в 1556 году) специально для царя в одном экземпляре. Вследствие износа карты Большой чертёж перерисовывался несколько раз.
Большинство документов, относящихся к «Большому чертежу», как и он сам, не сохранилось, за исключением копий «Книги Большого чертежа» во второй редакции 1627 года. Описанные в Книге территории охватывали земли от Западной Двины на западе, земель Крыма и Бухары на юге, Сибирских земель на востоке, с описанием городов, морей, рек, дорог и других важнейших сведений.
В самой книге говорится о том, что от московского пожара 1626 года уцелел «старый чертёж всему Московскому государству по все окрестные государства», этот чертёж был «сделан давно — при прежних государях» и пришел в такую ветхость, что «впредь по нём урочищ смотреть не можно».
Василий Татищев утверждал, что «царь Иоанн IV Васильевич в 1552 году велел чертёж государства сделать». Историк Н. М. Карамзин полагал, что чертёж был сочинён при царе Фёдоре Ивановиче, поскольку в нём упоминаются города Курск, Воронеж и Оскол, возведённые в 1586—1593 годах. Позже, чертёж обновлялся в 1627 году при царе Михаиле Фёдоровиче и в 1680 году при Фёдоре Алексеевиче. Первое упоминание об этих картах было опубликовано Н. И. Новиковым в издании «Древней российской идрографии» 1773 года, где описывается издание 1680 года по шести различным спискам, а также «Поверстной книге». Описание чертежа 1627 года было впервые издано в Санкт-Петербурге в 1792 году, в публикации «Книги большому чертежу или древней карты Российскому государству, поновлённой в Разряде и списанной в книгу».
К «Большому чертежу» также прикладывались дополнительные карты важных местностей в увеличенном вдвое масштабе.
В конце XVII века данные «Книги Большому чертежу» использовались при составлении «Росписи государства Московского градом».
Сохранившиеся списки «Книги Большому чертежу» несколько раз были изданы. Изучением географии Большого чертежа занимались Е. К. Огородников, Н. П. Барсов, А. И. Макшеев. Наиболее авторитетным научным изданием является её последняя публикация 1950 года, выполненная под редакцией К. Н. Сербиной и учитывающая все сохранившиеся на тот момент известные списки памятника.

## Автор
Благодаря двум челобитным о выдаче жалованья, поданным осенью 1627 года на имя царя Михаила Фёдоровича, стало известно имя автора Книги — им оказался подьячий Разрядного приказа Афанасий Мезенцов.

«Царю государю и великому князю Михаилу Федоровичю всеа Русии бьет челом холоп твой Афонка Мезенцов. По твоему государеву указу в нынешнем во 136 году сентября в 12 день в Розряде я холоп твой большой чертеж зделал и мне холопу твоему в Розряде твои государевы дьяки велели чертежем, что я, холоп твой, зделал против старого чертежу морю и рекам и городам зделати роспись и по росписи чертежи справить. Милосердый государь, царь и великий князь Михайло Федорович всеа Русии, пожалуй меня, холопа своего, вели мне дать корм покаместо напишу всему чертежу роспись. Царь государь и великий князь Михайло Федорович всеа Русии, смилуйся пожалуй».

Приписка внизу документа: «По сей челобитной велено на корм дати рубль сент[ября] во 17 день».
РГАДА, ф. 210, оп. 14, ч. 1, Севский стол, стлб. № 80, л. 5.

«Царю, государю и великому князю Михайлу Федоровичю всеа Русии бьет челом холоп твой Афонка Мезенцов. Милосердый государь, царь и великий князь Михайло Федорович всеа Русии, пожалуй меня, холопа своего, вели мне дать свое государево жалованья корм на нынешний месяц октябрь покаместо зделою чертежную книгу. Царь, государь и великий князь Михайло Федорович всеа Русии, смилуйся».
РГАДА, ф. 210, оп. 14, ч. 1, Севский стол, стлб. № 80, л. 7.

## Реконструкция
Из-за того, что карта, для которой была составлена эта книга, не сохранилась, исследователи Н. Н. Ломако и З. И. Мартакова создали две карты-реконструкции.

## Публикации
- Книга Большому чертежу, или Древняя карта Российского государства, поновленная в Разряде и списанная в книгу 1627 года. — 2-е изд. — СПб, 1838.
- Книга Большому чертежу / Подгот. к печ. и ред. К. Н. Сербиной. — М.—Л.: Изд-во АН СССР, 1950.